# Mandjelia paluma
Mandjelia paluma là một loài nhện trong họ Barychelidae. Loài này phân bố ờ Queensland.